# 이정훈 (드러머)
이정훈(1981년 1월 31일 ~ )은 대한민국의 드러머이다. 슈퍼스타K, K팝스타, 백인백곡 끝까지 간다 등 여러 TV 프로그램의 하우스밴드 세션을 맡고있으며 드러머이다.

## 학력
- 1996년 ~ 1999년 수내고등학교
- 1999년 ~ 2006년 서울예술대학교

## 데뷔
- 2008년 그룹 스포트라이트에서 데뷔

## 활동
- TV 프로그램 (슈퍼스타 K, K팝스타, 백인백곡 끝까지 간다)등 다수 프로그램 세션
- 뮤지컬 (맘마미아, 캣츠, 천국의 눈물, 즐거운인생)등 다수 뮤지컬 세션
- 그 외 다수의 가수들 (박효신, 이승환, 조성모 등)앨범 세션 위너, 코요태의 밴드 마스터

## 세션 참여 음반
- 2014년 슈퍼스타K6 앨범 《곽진언vs김필》

## 개인 앨범
- 2015년 8월 7일 1집 《Lee Jung Hoon》